# Cantonul Narbonne-Ouest
Cantonul Narbonne-Ouest este un canton din arondismentul Narbonne, departamentul Aude, regiunea Languedoc-Roussillon, Franța.

## Comune
- Bizanet
- Canet
- Marcorignan
- Montredon-des-Corbières
- Moussan
- Narbonne (parțial, reședință)
- Névian
- Raissac-d'Aude
- Villedaigne